# Acerataspis sinensis
Acerataspis sinensis là một loài tò vò trong họ Ichneumonidae.